# 五十嵐勇

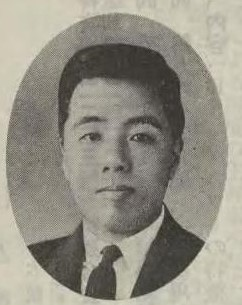
五十嵐勇

五十嵐 勇（いがらし いさむ、1892年（明治25年）1月18日 - 1986年（昭和61年）3月7日）は、日本の金属工学者。

## 経歴
1892年（明治25年）に熊本県に生まれる。1909年（明治42年）に熊本県立玉名中学校を卒業後、広島高等師範学校を経て、京都帝国大学理学部を卒業した。
住友金属工業伸銅所に勤務中の1938年（昭和13年）に航空機に使う超々ジュラルミンを開発した。戦後は1946年（昭和21年）から東北大学教授。その他、秋田大学や岩手大学の教授も務めた。退官後は熊本県熊本市に居住した。1986年（昭和61年）死去。